# 세리에 나시오날 데 베이스볼
세리에 나시오날 데 베이스볼(Serie Nacional de Béisbol)은 쿠바의 야구 리그이다.

## 개관
쿠바에는 1878년에 시작된 프로 리그인 큐반 리그가 있었으나, 쿠바 혁명으로 쿠바가 공산주의 국가가 되고 나서 1961년에 큐반 리그가 폐지되고 이를 대체하는 형태로 아마추어 리그인 본 시리즈가 만들어졌다. 최초에는 4개팀이 참여했으며 1977~1978년 시즌에는 18개 팀에 이르렀다. 1985~1986년 시즌에 서부와 동부의 2개 리그로 분할되었으며, 이후 현재의 16개 팀으로 줄어들었고 1993~1994년에는 4개 팀씩 4개 지구로 나뉘어 리그전을 진행하기 시작했다. 과거 쿠바 리그가 강성할 당시에는 리그 수준이 AAA 이상으로 평가받았으나, 많은 선수가 해외로 유출되면서 급속히 전락하고 있다. 현재 쿠바의 가장 유명한 선수 대다수는 미국에서 뛰고 있다.

## 참여 팀
| - 서부 지구 - Pineros de la Isla de la Juventud - Cocodrilos de Matanzas - Metropolitanos Guerreros - Vegueros de Pinar del Río - Elefantes de Cienfuegos - Vaqueros de La Havane - Leones de Industriales - Gallos de Sancti Spíritus | - 동부 지구 - Tinajones de Camagüey - Tigres de Ciego de Ávila - Lenadores de Las Tunas - Naranjas de Villa Clara - Alazanes de Granma - Indios de Guantánamo - Sabuesos de Holguín - Avispas de Santiago de Cuba |